# Terremoto del Cusco de 1950
El terremoto del Cusco de 1950 fue un sismo ocurrido el 21 de mayo de 1950. Su epicentro se localizó cerca de la ciudad del Cuzco, Perú. Fue un evento muy destructor que ocasionó la muerte de unas 1,581 personas, daños en más del 50 % de los edificios y viviendas de la ciudad y derrumbes de montañas y cerros de las cercanías.

## Ocurrencias
El terremoto ocurrió a la 1:39 de la tarde del día 21 de mayo de 1950, domingo, y tuvo una duración que varía según las versiones ya que algunos la calculan en seis segundos y otros en doce. Gran parte de la población se encontraba fuera de sus casas debido a la expectativa generada por el juego de un partido amistoso de fútbol entre las escuadras del Cienciano cusqueño y el Sport Boys del Callao.
Media hora después del terremoto, los operadores de Radio Cusco pudieron reiniciar transmisiones pidiendo ayuda. La primera radio que contestó el llamado fue Radio Continental de Arequipa. Horas después se logró la conexión con Radio Nacional del Perú y la transmisión no sólo daba datos de lo ocurrido sino que también propalaba mensajes de los habitantes. Los habitantes de la ciudad se organizaron ese mismo día estableciendo carpas en la Avenida Pardo y disponiendo el entierro de los cadáveres que se habían ido acumulando en el Hospital Antonio Lorena que era el único hospital de la ciudad en aquellos días.
Al día siguiente, 22 de mayo, llegó a la ciudad del Cusco el Ministro de Salud y Obras públicas, Coronel Alberto López Flores. Tras el informe del ministro, el día 23 llegó al Cusco el presidente Manuel A. Odría. A su vuelta a Lima, el presidente ofreció impulsar la reconstrucción del Cusco, la misma que se vio beneficiada con la expedición de una ley que estableció un impuesto del 20% a las ventas de los estancos de tabaco para la reconstrucción.
Gran parte de los daños fueron atribuidos a tres razones principales: la intensidad del movimiento sísmico, el estado de abandono de las construcciones en la ciudad mayormente defectuosas y carentes de mantenimiento y, finalmente, los trabajos de desescombro realizados por peones camineros que ocasionaron el 20% de las demoliciones. En total, dos tercios de la ciudad quedó inhabitable.

## Consecuencias
El sismo ocasionó licuefacción del suelo generando el levantamiento del nivel freático al sur de la cuenca del Cusco. Se generaron grietas importantes en zonas agrícolas del distrito de San Sebastián lo que dio indicios de la existencia de una falla geológica en dicha zona. Las fisuraciones se generaron en una longitud de 5 kilómetros con aberturas de hasta 2 metros de profundidad y 10 a 50 metros de longitud. En algunas de esas fracturas surgió agua y arena durante el terremoto. Los hoyos producidos por la eyección tenían cerca de 2 metros de diámetro y la arena alrededor de la fractura tenía un espesor de 1 a 2 centímetros. Asimismo, durante el sismo, dichas fracturas vertieron chorros de agua que alcanzaron 1 a 2 metros de altura.
En la ciudad, los edificios que más daños sufrieron fueron las iglesias y conventos construidos durante la colonia. Entre ellas se cuentan el convento de Santo Domingo, La compañía de Jesús, el local de la Universidad San  Antonio Abad ubicado en la Plaza de Armas, el Convento de Santa Catalina y las iglesias de Belén y San Sebastián. Los Barrios de Belén y Santiago fueron los  más afectados, y la mayoría de muertos fue encontrada en el sitio denominado Pelota Cancha (ubicada entre la calle Ayacucho y Matará). Asimismo, las avenidas el Sol, donde se derrumó el antigo teatro municipal, y Pardo sufrieron el colapso de varios de sus inmuebles.
Tras el terremoto, la población, el Estado y los gobernantes locales se movilizan sin ponerse de acuerdo para enfrentar las acciones de reconstrucción, lo que hace que se pida el apoyo de la UNESCO. Esta entidad mandó en 1951 una misión bajo el mando del historiador estadounidense George Kubler (1951), quienes estuvieron en el Cusco entre junio a agosto de 1951. luego de realizar el inventario respectivo, imponen el conservacionismo culturalista, que busca mantener la esencia y carácter urbano–arquitectónico de la ciudad. Según la evaluación de la Misión Kubler, se calcularon los daños en 33 millones de dólares, quedaron destruidas 3,000 casonas, y de las restantes sólo 1,200 estaban en condiciones de ser habitadas. Quedaron sin albergue 30 a 40 mil vecinos, 15 mil de los cuales se instalaron en carpas y toldos en campos de deportes, calles y plazas.
El 26 de diciembre de 1950, el Congreso de la República emitió la Ley 11551, la misma que fue promulgada por el presidente Odría el 31 del mismo mes. Dicha norma declaró de interés público y de necesidad nacional la reconstrucción de la ciudad del Cusco y, para ello, aumentó el precio de los cigarrillos, cigarros y tabaco de pipa en un 20%. Ese monto generaría una cuenta denominada "Reconstrucción del Cuzco" y sería entregado de la siguiente manera: 20% de lo recaudado se entregaría a la Corporación Nacional de Vivienda para la construcción de Unidades Vecinales en el Cusco. 30% se destinaría al fomento de la industria en el departamento dando preferencia a materiales de construcción y fuerza hidroélectrica y a la expropiación de predios necesarios para la reconstrucción de la ciudad. Finalmente, el 50% restante se entregaría al Banco Hipotecario del Perú para que lo emplee en el otorgamiento de préstamos hipotecarios a los propietarios de los predios que requieran reconstrucción.
Esta norma generó un efecto positivo en el régimen jurídico de la ciudad debido a que para acceder a los préstamos hipotecarios, los propietarios requerían tener saneados los documentos que acrediten su derecho de propiedad. Sin embargo, en una ciudad colonial como el Cusco, muchos de los inmuebles no contaban con dichos documentos siendo necesario en varios casos realizar consultas en los archivos históricos para obtenerlos o iniciar procesos judiciales con ese fin. Esta situación alcanzó también a las órdenes religiosas que tenían predios centenarios en la ciudad. De esa manera se logró obtener un saneamiento catastral actualizado de gran cantidad de inmuebles ubicados en la zona histórica del Cusco.
Las obras de reconstrucción de la ciudad se iniciaron el 19 de enero de 1952 en coordinación con la UNESCO, el Ministerio de Fomento y Obras Públicas, el Banco Hipotecario, entre otras. Otro efecto no previsto de la reconstrucción fue la demolición de varias casonas cusqueñas para reconstruirlas con nuevos materiales o para la búsqueda de tesoros, denominados coloquialmente como "tapados", que fueron encontrados en algunos casos. Así, se afirma que la mayor destrucción del Cusco antiguo no fue obra del terremoto sino de la reconstrucción.

## Daños sufridos según el informe Kubler
El informe presentado por George Kubler a la UNESCO luego de su misión en 1951 presentó un recuento de los edificios de valor histórico que mayores daños sufrieron durante este terremoto:

### Iglesia de Santo Domingo
La iglesia de Santo Domingo fue el templo cusqueño que más graves daños sufrió en la ciudad. Se derrumbaron los arcos de la torre, el crucero sufrió destrucción considerable, el ángulo noroeste se inclinó hacia el exterior, el muro del ábside se resquebrajó y el balcón que dominaba la ciudad se cayó. En el claustro, todos los arcos se desajustaron por lo que todos los aposentos del segundo piso quedaron inhabitables.

### Iglesia de la Merced
La fachada de la iglesia, frente a la Plazoleta Espinar, sufrió la abertura de una grieta vertical que puso en peligro la estabilidad de la capilla abierta situada a la altura del piso alto. La pared oriental de la iglesia, frente al pequeño patio que da acceso al convento se agrietó verticalmente. En el claustro principal, la galería adosada a la iglesia quedó debilitada por la presión de esta. La fachada de la galería septentrional se incluyó hacia el patio del claustro. La escalera sudeste perdió su bóveda y la del lado sudoeste presentó grietas en sus bóvedas.

### Iglesia de la Compañía
El arco de descarga de la fachada principal se desplomó. Además el lienzo del muro de la fachada sufrió daños en su parte oriental tras el derrumbe de la torre de ese lado. La torre del lado occidental sufrió daños considerables en sus pisos altos. La bóveda de la capilla presentó desperfectos importantes y el altar mayor quedó deformado y fragmentado por el choque. Los daños más graves los sufrió la cúpula cuyo tambor se abrió horizontalmente y la misma cúpula se hundió sin derrumbarse por completo.

### Iglesia de San Francisco
La fachada principal de la iglesia presentó profundas grietas en su mampostería. Todos los arcos formeros se abrieron por los claves. Las galerías de los claustros quedaron debilitados sobre todo en los ángulos del piso alto. Las escaleras perdieron parte de su tejado.

### Iglesia de Belén
El terremoto deshizo el ángulo noroeste de la iglesia que arrastró en su caída la mitad del arco de la torre de ese lado y la tercera parte del cuerpo de la misma. Lo mismo sucedió con la torre del lado sudeste. El pórtico sufrió escasos daños aunque el muro del ábside se derrumbó

### Iglesia de San Sebastián
El terremoto deshizo los arcos y la cúpula de la torre. Los escombros destruyeron el baptisterio. Los arcos de la torre de la izquierda cayeron causando desperfectos en el coro. En la capilla mayor se derrumbó el ángulo noroeste y las piedras causaron daños en el altar mayor. El púlpito quedó destrozado y muchos cuadros sufrieron la rasgadura de sus lienzos.

### La Catedral
El edificio no sufrió muchos daños. Los daños afectaron únicamente la fachada y los arcos de las dos torres. En la fachada se cayeron algunos remates y los florones superiores. En las torres se rajaron las bóvedas de las dos cúpulas y se doblaron y cedieron los soportes angulares. En ambas torres las campanas colgaban de vigas empotradas y es posible que sin esa carga, ambas hubieran quedado en ruinas. 

### Iglesia de San Pedro
Los arcos y cúpulas de las torres presentaron grietas. La torre norte se inclina hacia la calle Hospital.

### Universidad San Antonio Abad del Cusco
El antiguo local de la Universidad ubicado en la Plaza de Armas del Cusco sufrió algunas grietas en la pared exterior y en las nervaduras de las bóvedas. En el patio, los arcos se inclinaron y en el ángulo noroeste se derrumbaron los arcos del claustro alto.

### Colegio de San Bernardo
La destrucción fue completa en todas las partes del edificio que fueron de adobe y caña. Ninguna de sus salas fue considerada habitable. 

### Nuestra señora de la Almudena
La parte alta del campanario se derrumbó y puso en peligro toda la construcción por encima de la primera serie de arcos. Todos los arcos torales se abrieron por las claves, la escalera principal perdió su cubierta y quedó inutilizable. La cúpula sufrió serios desperfectos y se hundió la bóveda de ladrillo de la capilla mayor.

### Convento de Santa Clara
La iglesia fue la que menos desperfectos sufrió en la ciudad. Sólo la galería oriental del claustro sufrió desperfectos de gravedad. Las paredes de adobe del resto del convento quedaron en mal estado. En el lado positivo, tras la caída de las capas de yeso que los recubrían, se encontraron pinturas murales coloniales.

### Convento de Santa Catalina
El arco del presbiterio se abrió por la clave. Tanto el coro alto como el bajo presentaron grietas en los arcos transversales. En general, la iglesia sufrió pocos daños. Los claustros, por el contrario, presentaron serios desperfectos. El ángulo noreste del claustro principal se derrumbó al igual que los lados norte y sur del segundo claustro. Todas las construcciones que rodeaban el patio de servicio se derrumbaron dejando al descubierto muros incaicos.

### Iglesia de San Antonio Abad
El arco del presbiterio se abrió y la pared norte se inclinó hacia el lado exterior de la Calle Siete Culebras. Parte del doble campanario se derrumbó en el terremoto. En todos los claustros se abrieron los arcos de los ángulos y la galería del segundo claustro se inclinó peligrosamente.

### Iglesia de Santa Teresa
La fachada de la iglesia se separó de los muros de la nave. Un arco crucero de la nave, sobre el coro, se abrió y se derrumbó causando desperfectos en el coro alto. En el claustro principal se derrumbó el ángulo sudeste. Toda la pared que da hacia la calle Saphi está inclinada hacia el exterior. 

### Beaterio del Carmen
La fachada de este edificio amenazó derrumbe, tres galerías del claustro se hundieron y quedaron destruidas las celdas habidas por las monjas del convento. Este edificio, que se ubicaba en la actual Plazoleta de San Blas fue derrumbado posteriormente debido a los daños del terremoto. 

### Convento de las Nazarenas
La puerta de las "sirenas" perdió su campanario durante el terremoto. Al derrumbarse el campanario, se hundió el tejado sobre la entrada del convento. También sufrió daños el tejado de la iglesia, especialmente sobre el coro.

### Iglesia de San Blas
El campanario se hundió causando, al caer, desperfectos en el coro. Todos los tejados se abrieron y quedaron aplanados. 

### Iglesia de San Cristóbal
El terremoto terminó de arruinar las partes peor conservadas del edificio que ya estaba en mal estado con anterioridad. El ángulo sudoeste de los arcos del campanario se derrumbó. Los demás arcos de la torre quedaron en malas condiciones y fueron desmontados. 

### Iglesia de San Juan de Dios
La fachada que da a la calle San Juan de Dios se inclinó hacia afuera. Los adobes presentaron grietas y cedieron las junturas entre la fachada y los muros de la nave.

### Iglesia de Santa Ana
La torre de adobe que se levanta separada de la iglesia amenazó ruina luego del terremoto. La iglesia quedó intacta.

### Iglesia de Santiago
Se derrumbó la parte superior de la torre noreste. Los contrafuertes de la nave se abrieron y se separaron de la nave.

#### Libros y publicaciones
- Navarro Halanocca, René (junio de 2014). «Incidencia de la relación tradición-modernidad en la protección y conservación del Centro Histórico de la ciudad del  Cusco». devenir - Universidad Nacional de Ingeniería 1 (1): 11-22. Consultado el 26 de agosto de 2019.
- Kubler, George (1953). «Cuzco Reconstrucción de la ciudad y restauración de sus monumentos Informe de la misión enviada por la Unesco en 1951». UNESCO. Consultado el 26 de agosto de 2019.

#### En línea
- «Terremoto de Cusco 1950». Pontificia Universidad Católica del Perú. Consultado el 26 de agosto de 2019.
- «Texto de la Ley N° 11551». Congreso de la República del Perú. 31 de diciembre de 1950. Consultado el 26 de agosto de 2019.